# Sodegaura
Sodegaura (jap. 袖ケ浦市 Sodegaura-shi) – miasto w środkowej części Japonii (prefektura Chiba), na głównej wyspie Honsiu (Honshū). Ma powierzchnię 94,93 km². W 2020 r. mieszkało w nim 63 906 osób, w 25 370 gospodarstwach domowych  (w 2010 r. 60 357 osób, w 21 527 gospodarstwach domowych).

## Miasta partnerskie
- Itajaí